# Geraldina González de la Vega
Geraldina González de la Vega (Ciudad de México, 1975) es una abogada mexicana especializada en derechos humanos. Desde octubre de 2018 es Presidenta del Consejo para Eliminar y Prevenir la Discriminación en la Ciudad de México.

## Biografía
Es egresada de la licenciatura en Derecho por la Universidad Iberoamericana, maestra en Derecho Público por la Universidad Anáhuac del Sur y Legum Magistra por la Universidad de Düsseldorf en Alemania.
Fue técnica académica en el Instituto de Investigaciones Jurídicas de la UNAM en el área de legislación y jurisprudencia. De 2016 hasta 2018 fue asesora del Ministro Arturo Zaldívar y consultora jurídica para organizaciones de la sociedad civil relacionadas con los derechos humanos. Forma parte del consejo editorial de la revista Jurídica Ibero.
Como legal blogger se especializa en temas jurisdiccionales derechos humanos, género y cortes y publica en diversos medio como: Vivir México, El Juego de la Corte, Animal Político, entre otros.
Ha sido profesora de materias de derecho constitucional y derechos humanos en la Universidad Iberoamericana y otras instituciones, como el Instituto Nacional de Ciencias Penales, Universidad Anáhuac del Sur, Universidad Autónoma del Estado de México y en la Universidad Autónoma Benito Juárez.
En 2006 publicó «Ouroboros. Reflexiones en torno a lo constitucional».